# Lepadella vandenbrandei
Lepadella vandenbrandei is een raderdiertjessoort uit de familie Lepadellidae. De wetenschappelijke naam van deze soort is voor het eerst geldig gepubliceerd in 1952 door Gillard.